# Eripe me his, invicte, malis

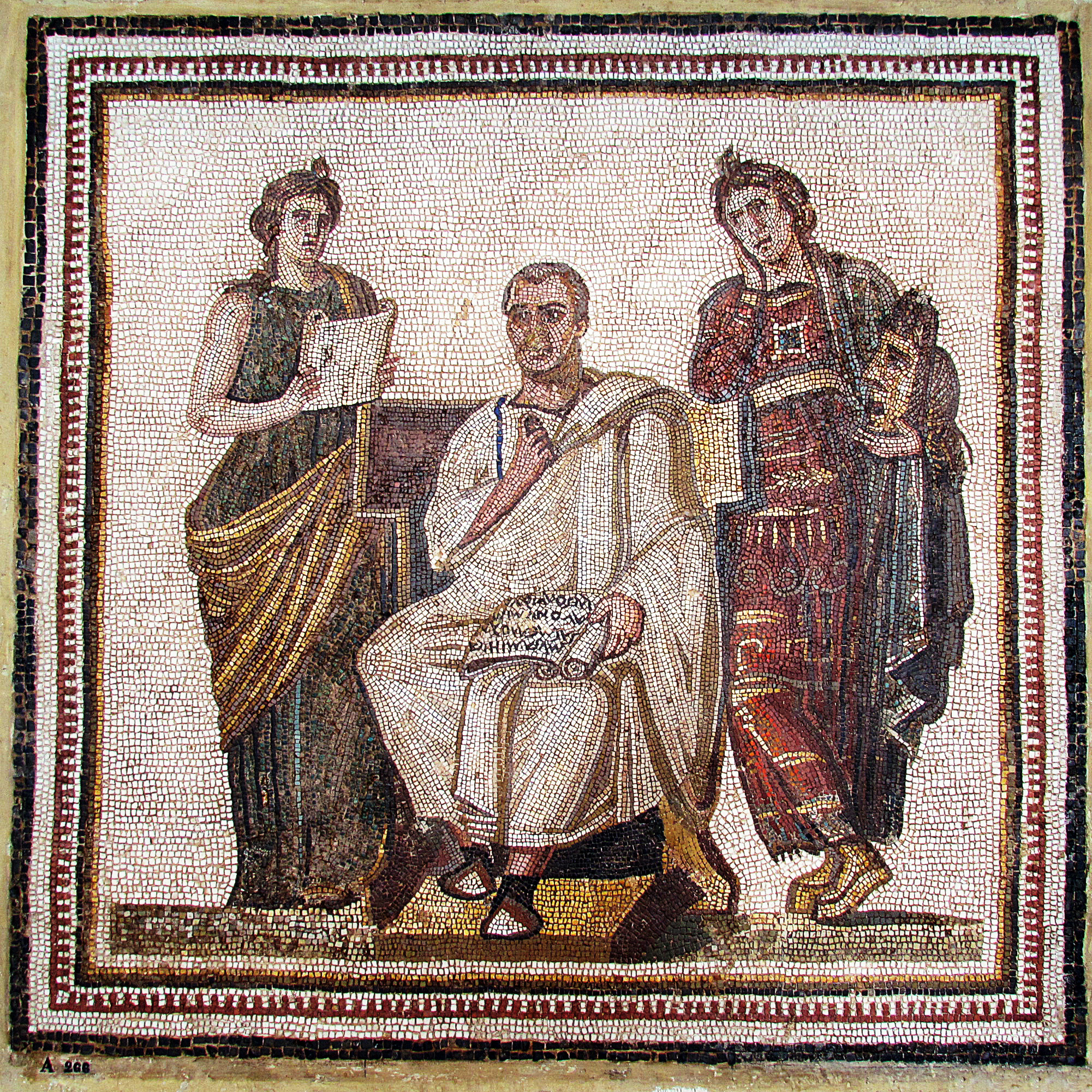
Virgilio con lEneide tra Clio e Melpomene (Museo nazionale del Bardo, Tunisi)

La locuzione latina Eripe me his, invicte, malis, tradotta letteralmente, significa «strappami, o invitto, da queste sofferenze.» (Virgilio, Eneide, VI, 365).
È la preghiera che Palinuro rivolge ad Enea incontrandolo nell'Ade, ove questi era sceso con la Sibilla, perché lo tolga dalle pene eterne e lo riconduca nel mondo dei vivi.
Secondo Eutropio (Breviarium ab Urbe condita, 9.13.2) e Aurelio Vittore (35.4), fu la citazione con cui Tetrico, imperatore delle Gallie, chiese ad Aureliano, imperatore romano e suo avversario, di permettergli di abbandonare il proprio esercito alla vigilia della Battaglia di Chalons.